# Lan Xang
Lan Xang (també Lang Xang), o el Regne del Milió d'Elefants, va ser un regne del Sud-est Asiàtic constituït al segle xiv pels lao, que va aconseguir la seva màxima esplendor al segle xvi. Es va fundar després del matrimoni del príncep Lao, Fa Ngum i una filla del rei khmer d'Angkor. El regne és el precursor de l'actual Laos i l'origen sobre la qual s'assenta la identitat nacional, històrica i cultural d'aquest país.

## Història

### Orígens
La geografia que ocupava Lan Xang havia estat poblada originalment per tribus indígenes de parla austroasiàtica, com els pobles jmuicos i pobles viètics que van donar lloc a les cultures de l'Edat del Bronze a Ban Chiang (avui part de Isaan Tailàndia) i de la cultura Dong Son, així com dels pobles de l'Edat de Ferro prop de les elevacions de Xiangkhoang a la Plana de les Gerres, Funan i Chenla (prop de Vat Phou a la Província de Champasak).
Les cròniques de l'expansió cap al sud de la dinastia Han proporcionen els primers relats escrits dels pobles de parla Tai-Kadai o Ai Lao que habitaven les zones de les modernes Yunnan i Guangxi, a la Xina. Els pobles Tai van emigrar cap al sud en una sèrie d'onades que van començar durant el segle vii i es van accelerar després que Khublai Kan va destruir Nan Chao el 1253 i van convertir la zona en una província del seu imperi, anomenant-la Yunnan exercint una influència política decisiva a la vall mitjana del Mekong durant la major part d'un segle.
Les valls més fèrtils del nord del Mekong van ser ocupades per la cultura Dvaravati del poble mon i, posteriorment, per l'Imperi Khmer, on la principal ciutat-estat del nord era coneguda llavors com Muang Sua i, alternativament, com Xieng Dong Xieng Thong "La ciutat dels arbres de les flames al costat del riu Dong",. El 1271 Panya Lang va fundar una nova dinastia a Muang Sua i el 1286 el seu fill, Panya Khamphong va veure donar un cop d'estat probablement instigat pels mongols i va exiliar el seu pare.
A mitjans del segle xiv, les tribus lao que s'havien assentat en el curs mitjà del Mekong havien arribat a un estat més avançat d'organització política, deixant de banda la seva tradicional ordre basada en clans. Aquest fet va ser paral·lel en el temps a un debilitament de l'Imperi Khmer, assentat en l'actual Cambodja, per la qual cosa l'aristocràcia khmer va tractar de contenir el poder dels lao.
De 1297 a 1301, tropes de Laos sota comandament mongol va envair Đại Việt però van ser rebutjats pels vietnamites i el 1308 Muang Phuan era un estat vassall de Muang Sua.

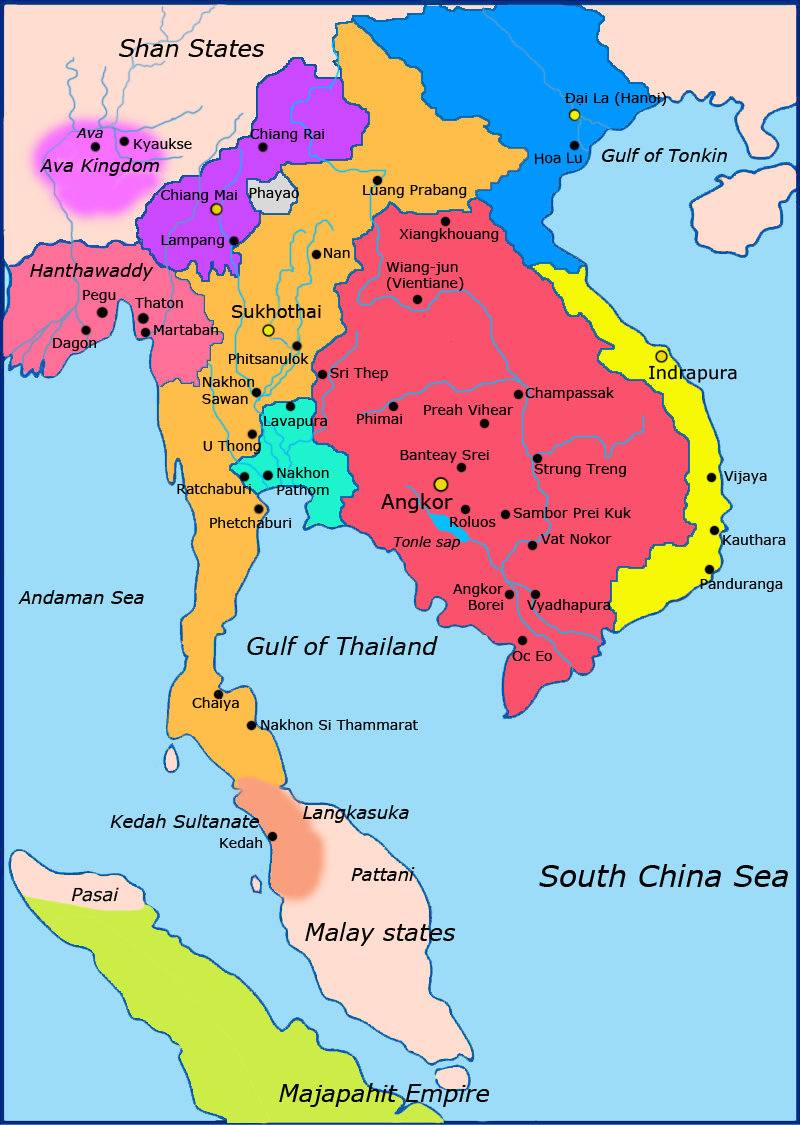
El sud-est asiàtic cap al 1300

Amb l'auge del Regne de Sukhothai, les principals ciutats-estat de Muang Sua i el sud fins a les ciutats bessones de Vientiane, van quedar cada vegada més sota la influència tai. Després de la mort del rei de Sukhothai Ram Khamhaeng, i les disputes internes dins del Regne de Lanna, tant a Vientiane com Muang Sua van ser mandales independents de Lao-Tai fins a la fundació de Lan Xang l'any 1353.

### Fa Ngum
A la mort del seu pare el 1316, Panya Khamphong va assumir el tron de Muang Sua, i aquest va exiliar el seu fill Fa Phi Fa i probablement tenia la intenció de deixar el tron al seu net més jove Fa Ngieo, qui implicat en diversos cops d'estat el 1330 per seguretat va enviar els seus dos fills en 1330 a un monestir budista, però en 1335 foren segrestats i duts a Angkor, on van quedar confiats al rei Jayavarman Paramesvara, el regne del qual havia reconegut la sobirania mongol en 1285.
El 1343 va morir el rei Souvanna Khampong, i va tenir lloc una disputa de successió per a Muang Sua. Davant d'això, el rei khmer d'Angkor, Jayavarman Paramesvara, va casar a la seva filla Keo Keng Ya amb el príncep Lao, Fa Ngum, i aquest, dotat ja d'una organització militar forta, va aprofitar la situació per unificar a les restants tribus lao. La campanya de Fa Ngum va començar el 1349 al sud de Laos, agafant els pobles i ciutats de la regió al voltant de Champasak i movent-se cap al nord a través de Thakek i Kham Muang al llarg del Mekong mitjà. Des de la seva posició al centre del Mekong, Fa Ngum va buscar el suport de Vientiane per atacar Muang Sua i prendre-la al seu pare i al seu germà, cosa que es van negar, en canvi el príncep Nho de Muang Phuan va oferir assistència i vassallatge a Fa Ngum a canvi de suport en la seva disputa successòria i ajuda per prendre Xiang Khuang a Đại Việt. Fa Ngum va acceptar i ràpidament va traslladar el seu exèrcit per prendre Muang Phuan i després per prendre Xam Neua i altres ciutats petites de Đại Việt.
El 1351 U'Tong, que estava casat amb una filla del rei khmer Suphanburi, va fundar la ciutat d'Ayutthaya, va prendre el nom de Ramathibodi I i va entrar en conflicte directe amb les restes de l'Imperi Khmer. Al llarg de la dècada de 1350, Ayutthaya es va expandir pels territoris khmers occidentals i l'altiplà de Khorat. El 1352 Angkor va ser atacada per Ayutthaya en un intent fallit de prendre la capital.
En 1353 Fa Ngum va aconseguir fundar el regne independent de Lang Xang, el Regne del Milió d'Elefants, i la capital es trobava en Muong Swa, actualment la ciutat de Luang Prabang. Fa Ngum va ser un gran líder guerrer que va unir els dispersos principats de Laos, i molt sovint es trobava en guerra amb Annam i Ayutthaya. Va adoptar com a religió el budisme theravada.

### Samsenthai i Mahadevi
Fa Ngum va ser destituït en 1373 pels seus ministres, i exiliat al Regne de Nan, sent substituir el seu fill Samsenthai, que va organitzar el regne i el va consolidar, va emprendre grans obres públiques i va crear una administració central, assignant el govern de diverses ciutats als seus fills, va consolidar les relacions amb els estats vassalls dels voltants més petits acceptant filles dels seus governants com a concubines i va dur a terme el padró de població en 1376 inscrivint els noms de 300.000 homes aptes disponibles per al reclutament militar. Va lluitar contra el Regne de Lanna a Chiang Saen durant la dècada de 1390 i el 1402 Lan Xang va rebre el reconeixement formal de l'Imperi Ming de la Xina.

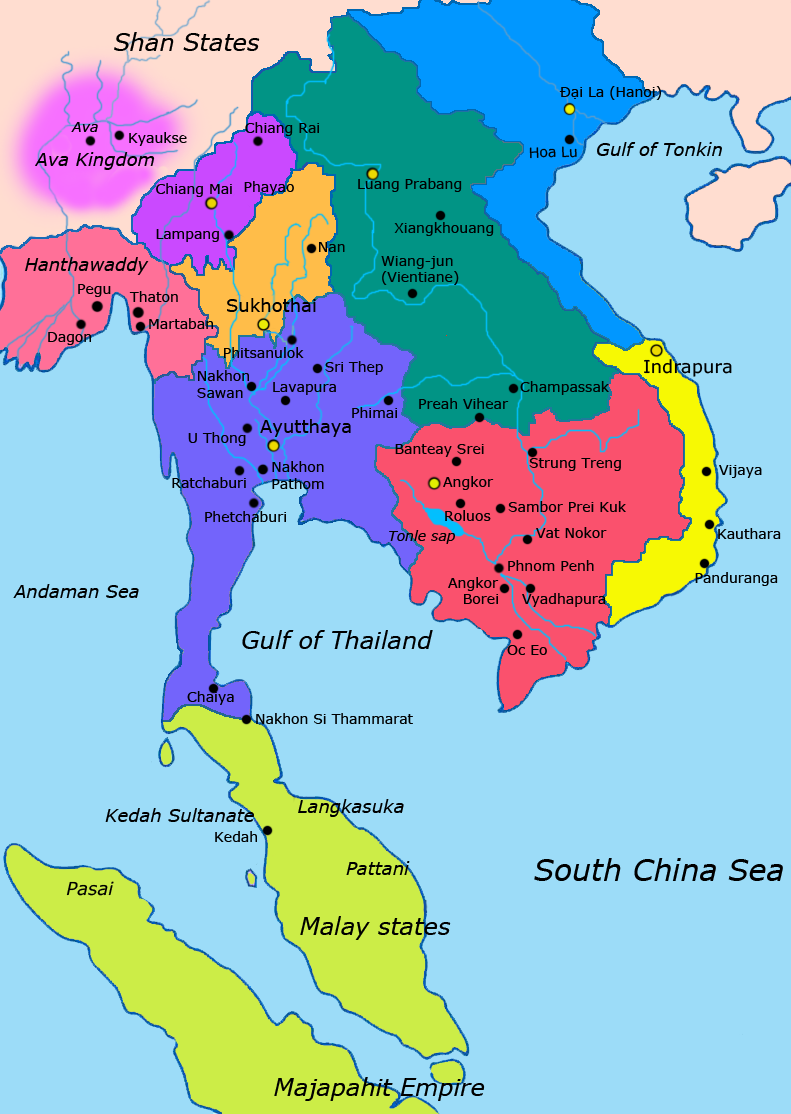
El sud-est asiàtic cap al 1400

El 1416 Samsenthai va morir als seixanta anys, i el va succeir el seu fill Lan Kham Daeng. Lê Lợi es va aixecar al Vietnam en 1418 contra la dinastia Ming, que el 1407 havia destruït la dinastia Hồ i incorporar Dai Ngu a l'Imperi sota l'emperador Yongle com a província de Jiaozhi, i el 1421 va buscar l'ajuda de Lan Xang, que va enviar un exèrcit de 30.000 homes i 100 elefants, però va fer costat als xinesos, tot i que finalment, Vietnam va derrotar la Xina i les relacions de Lan Xang amb Vietnam es van deteriorar

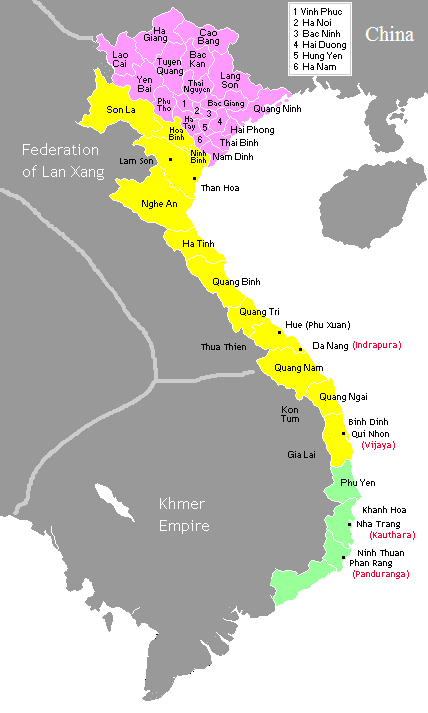
Territori de Txampa (en verd) i Đại Việt (rosa i groc) després de 1471

Després de conquerir Txampa en 1471, l'emperador vietnamita Lê Thánh Tông es va revenjar envaint Lan Xang, que va provocar el caos a Lan Xang seguit de molts intents de la família reial per apoderar-se del tron. Els primers èxits de la guerra van permetre a Đại Việt capturar la capital Luang Prabang i destruir la ciutat de Xiang Khouang a Muang Phuan, però la guerra va acabar com una victòria estratègica per a Lan Xang, ja que van poder forçar els vietnamites a retirar-se amb l'ajuda del Regne de Lanna i la dinastia Ming, entrant en un període de pau.
Al segle xvi va tenir lloc la màxima expansió del regne, quan el rei laosià va reclamar i va guanyar la corona de Chiang Mai, després de vèncer a Siam el 1536. Però posteriorment, el 1571, els laosians van tenir una intensa guerra amb els birmans, període durant el qual, la ciutat de Luang Prabang va deixar de ser la capital en ser traslladada a la ciutat de Vientiane. El 1574, el regne va ser destruït pels birmans, i les guerres contra aquests no van acabar fins al 1621. Després d'un període d'anarquia, el príncep Souligna Vongsa va accedir al tron i va aconseguir mantenir la pau amb els seus veïns. Després de la mort de Souligna Vongsa, eln 1700, un nebot seu va accedir al tron amb ajuda vietnamita.